# Сабуров, Александр Николаевич

Могила Сабурова на Новодевичьем кладбище Москвы

Алекса́ндр Никола́евич Сабу́ров (19 июля [1 августа] 1908, Ижевский завод, Вятская губерния — 15 апреля 1974, Москва) — советский военачальник, генерал-майор (09.04.1943), командир партизанского соединения, Герой Советского Союза (18.05.1942). Член ВКП(б) с 1932 года. Сотрудник органов НКВД (затем МВД) УССР.

## Биография
Александр Николаевич Сабуров родился 19 июля (1 августа) 1908 года в селе Ярушки Сарапульского уезда Вятской губернии в семье рабочего. Окончил 7 классов семилетней школы, работал на предприятиях Ижевска.
В 1927 — 1931 годах — организатор сельскохозяйственной артели в селе Ярушки, член её правления, затем до ноября 1931 года работал председателем Ярушкинского сельского совета. После срочной службы в 1933—1936 годах работал председателем колхоза, а затем директором совхоза в селе Половецком Бердичевского района Житомирской области Украинской ССР.
С 1936 года — политработник в РККА.
В 1936—1938 годах служил в органах НКВД, накануне Великой Отечественной войны — руководитель управления пожарной охраны в Киеве, затем заместитель начальника киевских курсов управления исправительно-трудовых лагерей и колоний УИТЛК.
Назначен комиссаром 4-го батальона особого назначения войск НКВД (сформированного 12 августа 1941 года, в основном, из слушателей курсов УИТЛК) под командованием лейтенанта госбезопасности П. А. Добрычева. Батальон занял позиции у города Ирпень. При отступлении из Киева в составе сводного полка НКВД под командованием полковника М. Е. Косарева батальон попал в окружение и был разбит 21 сентября при попытке прорыва у села Харковцы, в живых осталось шесть человек. 19 октября возглавил партизанский отряд, созданный в селе Подлесное из четырёх бойцов и пяти командиров разбитых частей Красной Армии. 26 марта 1942 в селе Красная Слобода Суземского района Орловской области возглавил объединение из шести партизанских отрядов.
Указом Президиума Верховного Совета СССР «О присвоении звания Героя Советского Союза т. т. Ковпаку С. А., Копенкину И. И., Сабурову А. Н., Фёдорову А. Ф., особо отличившимся в партизанской борьбе в тылу против немецких захватчиков» от 18 мая 1942 года за «отвагу и геройство, проявленные в партизанской борьбе в тылу против немецких захватчиков» удостоен звания Героя Советского Союза с вручением ордена Ленина и медали «Золотая Звезда».
С марта 1942 до апреля 1944 года командовал партизанским соединением, которое действовало в Сумской, Житомирской, Волынской, Ровенской и других областях Украины, а также Брянской и Орловской областях России и в южных районах Беларуси.
По личному распоряжению И. В. Сталина в 1942 году Сабуров вошёл в состав подпольного ЦК КП(б)У. С октября 1942 года — начальник штаба по руководству партизанским движением Житомирской области, был членом Житомирского областного комитета КП(б)У.
31 августа 1944 года — 16 марта 1951 года — начальник Управления НКВД (МВД) по Дрогобычской области.
16 марта 1951 года — 4 апреля 1953 года — начальник Управления МВД по Запорожской области.
С 1953 года по декабрь 1954 года — начальник Управления службы местной противовоздушной обороны МВД Украинской ССР.
С декабря 1954 года по 20 июля 1957 года — начальник Главного управления пожарной охраны МВД СССР.
Депутат Верховного Совета СССР 2—4 созывов (1946—1958 год).
А. Н. Сабуров умер 15 апреля 1974 года. Похоронен в Москве на Новодевичьем кладбище (участок № 4).

## Семья
- Жена:
  - Мария Александровна Сабурова
  - Инна Макаровна Сабурова

- Дети от 1-го брака:
  - Сабурова (Бибикова) Галина Александровна (22.05.1936-07.03.2009)
  - Сабурова (Волкова) Валентина Александровна (26.08.1937-13.07.2015)
  - Сабуров Валерий Александрович (1941—1988)

## Награды
- Герой Советского Союза (18 мая 1942);
- Два ордена Ленина (18.5.1942; 23.1.1948);
- Орден Красного Знамени;
- Орден Богдана Хмельницкого I степени;
- Орден Суворова II степени;
- Орден Богдана Хмельницкого II степени;
- Два ордена Отечественной войны I степени;
- Орден Красной Звезды;
- Орден Белого льва I степени (24.03.1969, ЧССР)[7];
- Медали.

## Сочинения
- Сабуров А. Н. За линией фронта.
- Сабуров А. Н. Силы неисчислимые. — М.: Воениздат, 1967.
- Сабуров А. Н. Отвоёванная весна: партизанские записки. В 2 тт. — Устинов: Удмуртия, 1986.
- Сабуров А. Н. У друзей одни дороги.
- Сабуров А. Н. Таинственный капитан.

## Память
- Памятник-бюст в городе Овруче (скульптор И. Матвиенко, архитектор Н. Семененко)[8].

В честь Сабурова названы:
- Улица в Житомире. В 2016 году переименована в ул. Романа Шухевича[9]
- Улица и станция скоростного трамвая в Деснянском районе массива Вигуровщина-Троещина города Киева. В ноябре 2018 года улица переименована в улицу Сержа Лифаря[10].
- Улица в Ижевске, расположенная неподалёку от родины Александра Николаевича, деревни Ярушки.
- Улица в Бердичеве, расположенная неподалёку от места работы директором совхоза в с. Половецкое Бердичевского района Житомирской области. Переименована в ул. Олимпийскую.
- Гора Сабурова (на острове Сахалин)[11].

В Музее битвы за Днепр экспонируются материалы, посвящённые рейду партизан под командованием А. Н. Сабурова через территорию Лоевского района 7 ноября 1942 года (Беларусь, Гомельская область, Лоев).
В ноябре 2015 года Украинский Институт национальной памяти на основании Закона Украины о декоммунизации обнародовал список лиц, в том числе и А. Сабурова, занимавших руководящие должности в коммунистической партии, высших органах власти и управления СССР, УССР, репрессивных органах, причастных к установлению режима сталинизма в Украине, приведшему к трагедии украинского народа в XX веке, к массовым жертвам. Согласно этому же закону, переименовываются все улицы, площади, населенные пункты, другие социально-культурные объекты, носившие имя Сабурова.

## Комментарии
1. ↑  Село Ярушки, относившееся к Ижевско-Нагорной волости Сарапульского уезда, затем — к Ягульской, Завьяловской волости Ижевского уезда, в последующем входило в состав Чемошурского сельсовета (Ижевский район / горсовет, Завьяловский район), Первомайского сельсовета (Завьяловский район); 3 марта 1988 года село включено в состав Ижевска Удмуртской Республики[2].